# Nimet
Nimet ist ein türkischer weiblicher Vorname mit der Bedeutung „Segen, Geschenk Gottes“. Der Name ist die türkische Form des arabischen Vornamens Nimat mit derselben Bedeutung.

## Namensträgerinnen
- Nimet Baş (* 1965), türkische Juristin und Politikerin
- Nimet Öktem (1934–2017), türkische Parasitologin